# داین فرانکلین
دایان فرانکلین (انگلیسی: Diane Franklin؛ زادهٔ ۱۱ فوریهٔ ۱۹۶۲) یک هنرپیشه اهل ایالات متحده آمریکا است.
از فیلم‌ها یا برنامه‌های تلویزیونی که وی در آن نقش داشته‌است می‌توان به آخرین باکره آمریکایی و همان بهتر که بمیرم اشاره کرد.